# بریستول تی.تی.ای.
بریستول تی. تی. ای. (به انگلیسی: Bristol T.T.A.) یک هواگرد ساختِ کارخانهٔ بریستول ایروپلین در کشور بریتانیا است . این هواگرد برای نخستین بار در ۲۶ آوریل ۱۹۱۶ میلادی مورد استفاده قرار گرفت.